# 阿雷納 (加利福尼亞州)
阿雷納（英語：Arena）是位於美國加利福尼亞州默塞德縣的一個非建制地區。該地的面積和人口皆未知。

## 地理
阿雷納的座標為37°22′15″N 120°40′35″W / 37.37083°N 120.67639°W，而該地的平均海拔高度為43米（即141英尺）。